# Полидор (Спарта)
Вижте пояснителната страница за други значения на Полидор.
Полидор (на гръцки: Πολύδωρος, Polydoros) в гръцката митология е цар на Спарта от династията на Агидите през 739 пр.н.е. – 714 пр.н.е., син на цар Алкамен.
По неговото време спартанците основават Кротоне и Локри на южния браяг на Калабрия. Той печели в Олимпийските игри в Пентатлон.
Той води поход против Месения. След това е убит от Полемарх, един спартанец от знатна фамилия. Те му издигат статуя до гроба на Орест и печатите на чиновниците оттогава имат неговото изображение.
Последван на трона е от син му Еврикрат.